# Erica pallens
Erica pallens är en ljungväxtart som beskrevs av Gábor Gabriel Andreánszky. Erica pallens ingår i släktet klockljungssläktet, och familjen ljungväxter. Inga underarter finns listade i Catalogue of Life.